# Leinkupal laticauda
Leinkupal laticauda Gallina et al., 2014 è un dinosauro sauropode appartenente alla famiglia Diplodocidae che visse in Argentina durante il Cretacico inferiore (146-136 milioni di anni fa). I suoi fossili vennero descritti nel 2014.